# Tiếng Saurashtra
Tiếng Saurashtra (chữ Saurashtra: ꢱꣃꢬꢵꢰ꣄ꢜ꣄ꢬ ꢩꢵꢰꢵ, Tamil script: சௌராட்டிர மொழி, chữ Devanagari: सौराष्ट्र भाषा) là một ngôn ngữ Ấn-Arya được nói chủ yếu bởi người Saurashtra ở Nam Ấn Độ di cư từ vùng Lata của Gujarat ngày nay về phía nam của Vindhya từ thời Trung Cổ.
Tiếng Saurashtra là hậu duệ của Sauraseni Prakrit, một ngôn ngữ từng được nói ở khu vực Saurashtra của Gujarat, hiện nay chủ yếu sử dụng tại những nơi khác nhau của Tamil Nadu và chủ yếu tập trung ở Madurai, Thanjavur, Salem và Pudukkottai.
Ngôn ngữ này có chữ viết riêng cùng tên, nhưng cũng được viết bằng chữ Tamil, chữ Telugu và Devanagari. Chữ Saurashtra có nguồn gốc từ chữ Brahmi, mặc dù nguồn gốc chính xác của nó không được biết đến. Không giống như hầu hết các ngôn ngữ Dravidia xung quanh, tiếng Saurashtra thuộc ngữ hệ Ấn-Âu. Có một số tranh luận giữa những người nói ngôn ngữ Saurashtra về việc chữ viết nào là phù hợp nhất với ngôn ngữ này. Điều tra dân số của Ấn Độ đặt ngôn ngữ này trong nhóm ngôn ngữ Gujarat. Số lượng người nói là 247.702 (điều tra dân số năm 2011).

## Phân loại
Tiếng Saurashtra thuộc nhánh tây của ngữ chi Ấn-Arya, một họ ngôn ngữ chiếm ưu thế ở tiểu lục địa Ấn Độ. Nó là một phần của ngữ hệ Ấn-Âu. Nó cũng được phân loại là một phần của nhóm ngôn ngữ Gujarat, bên cạnh các ngôn ngữ như tiếng Gujarat (xem SIL Ethnologue).

## Từ nguyên
Saura là một từ tiếng Phạn Surya có nghĩa là ngọn lửa hoặc bình minh và những người tôn thờ Saura hay Surya được gọi là người Saurastra, những người nói tiếng Saurashtra đã từng là những người tôn thờ Mặt trời và đã xây dựng những ngôi đền dành riêng cho vị thần Hindu Surya.
Theo một trường phái tư tưởng thì Saurashtra có nghĩa là 100 quốc gia (Sau + Rashtra), nhưng theo một trường phái tư tưởng khác, đây là tiếng nói gãy gọn về Chuyện của Su-Rashtra và tên Prakrit của nó là Sorath, có nghĩa đen là "đất nước tốt ". Nhiều từ tiếng Phạn được tạo ra từ ngôn ngữ Prakrit của tiếng Saurasen hoặc tiếng Shauraseni hiện nay được gọi là Saurashtra.

## Lịch sử
Các chữ khắc cổ nhất bằng tiếng Saurashtra là trong khoảng thời gian từ 487 đến 473 TCN. Những dòng chữ này được tìm thấy ở Mandasaur, một thành phố thuộc vùng Malwa (ngày nay là Madhya Pradesh). Ngôn ngữ này là dạng thức năng động và hiện đại của Sauraseni Prakrit cổ đại. Tuy nhiên, nó cũng cho thấy một số điểm tương đồng với Maharashtri Prakrit, tổ tiên của tiếng Marathi và tiếng Konkan.
Tiếng Saurashtra từng được sử dụng phổ biến ở các khu vực ven sông Mahi và Tapti, trải dài khắp vùng Malwa của Madhya Pradesh và vùng Saurashtra của miền nam Gujarat. Nó cũng được nói bởi những người sống dọc theo vùng Konkan, kéo dài khắp các bờ biển phía tây của Maharashtra, Goa và Karnataka.
Tiếng Saurashtra là sự kết hợp của nhiều ngôn ngữ Ấn-Arya ngày nay như tiếng Marathi, tiếng Konkan, tiếng Gujarat và các phương ngữ cũ của tiếng Rajasthan và tiếng Sindh. Tuy nhiên, dạng nói hiện tại của Saurashtra được trộn lẫn với các ngôn ngữ Dravidia như tiếng Kannada, tiếng Telugu và tiếng Tamil và nó có thể có nguồn gốc từ thế kỷ 16 hoặc đầu thế kỷ 17.

## Phân bố địa lý
Người nói tiếng Saurashtra được gọi là người Saurashtra sống lâu đời và nhiều nhất ở Madurai, Thanjavur, Salem, Dindigul, Tiruchirappalli, Tirunelveli, Kanchipuram, Ramanathapuram, Kanyakumari, Chennai, Tiruvannamalai và Vellore của Tamil Nadu. Họ cũng có mặt với số lượng đáng kể ở Tirupati của Andhra Pradesh và Karnataka. Mặc dù rất khó để biết con số chính thức nhưng người ta cho rằng dân số Saurashtra nằm trong khoảng từ một phần năm đến một phần tư tổng dân số của thành phố.

## Phương ngữ
Trong quá trình di cư, người Saurashtra di chuyển theo nhóm và định cư ở các khu vực khác nhau ở Nam Ấn Độ và điều đó đã gây ra một sự thay đổi phương ngữ nhỏ giữa mỗi nhóm và được người nói Saurashtra chú ý khi tương tác với người của một nhóm khác. Tiếng Saurashtra có hai phương ngữ chính tương đối giống nhau, với các biến đổi nhẹ.
Hai phương ngữ là:
1. Bắc Saurashtra[3]
2. Nam Saurashtra

Tuy nhiên, có rất nhiều biến thể và phương ngữ của tiếng Saurashtra. Các phương ngữ khác nhau có thể được dựa trên vị trí của chúng trong khu vực phía bắc và phía nam của Tamil Nadu. Đó là các phương ngữ Madurai, Thanjavur, Salem, Tirunelveli và Kanchipuram và phương ngữ Tirupati của Andhra Pradesh.

## Âm vị học
Kho âm vị của tiếng Saurashtra giống như nhiều ngôn ngữ Ấn-Arya khác, đặc biệt là tiếng Konkan.

## Hệ thống chữ viết

### Chữ Saurashtra
Saurashtra là ngôn ngữ không có chữ viết riêng cho đến khoảng thế kỷ 17 - 18, một số người đã cố gắng viết nó bằng chữ Telugu. Khoảng thế kỷ 19, một chữ viết đã được phát minh. Đã có những nỗ lực để hồi sinh chữ viết vào nửa cuối thế kỷ 19, bỏ qua hầu hết các kí tự kết hợp phức tạp.
Thứ tự chữ cái của chữ Saurashtra tương tự như các chữ Brahmic khác. Các chữ cái bao gồm nguyên âm, phụ âm và các kí tự ghép được hình thành chủ yếu bằng cách thêm âm thanh nguyên âm vào phụ âm.

#### Chữ số
| Bảng Unicode Saurashtra Official Unicode Consortium code chart: Saurashtra Version 13.0 |   |   |   |   |   |   |   |   |   |   |   |   |   |   |   |   |
|                                                                                         | 0 | 1 | 2 | 3 | 4 | 5 | 6 | 7 | 8 | 9 | A | B | C | D | E | F |
| U+A88x                                                                                  | ꢀ  | ꢁ  | ꢂ | ꢃ | ꢄ | ꢅ | ꢆ | ꢇ | ꢈ | ꢉ | ꢊ | ꢋ | ꢌ | ꢍ | ꢎ | ꢏ |
| U+A89x                                                                                  | ꢐ | ꢑ | ꢒ | ꢓ | ꢔ | ꢕ | ꢖ | ꢗ | ꢘ | ꢙ | ꢚ | ꢛ | ꢜ | ꢝ | ꢞ | ꢟ |
| U+A8Ax                                                                                  | ꢠ | ꢡ | ꢢ | ꢣ | ꢤ | ꢥ | ꢦ | ꢧ | ꢨ | ꢩ | ꢪ | ꢫ | ꢬ | ꢭ | ꢮ | ꢯ |
| U+A8Bx                                                                                  | ꢰ | ꢱ | ꢲ | ꢳ | ꢴ  | ꢵ  | ꢶ  | ꢷ  | ꢸ  | ꢹ  | ꢺ  | ꢻ  | ꢼ  | ꢽ  | ꢾ  | ꢿ  |
| U+A8Cx                                                                                  | ꣀ  | ꣁ  | ꣂ  | ꣃ  | ꣄  | ꣅ  |   |   |   |   |   |   |   |   | ꣎ | ꣏ |
| U+A8Dx                                                                                  | ꣐ | ꣑ | ꣒ | ꣓ | ꣔ | ꣕ | ꣖ | ꣗ | ꣘ | ꣙ |   |   |   |   |   |   |

### Chữ Devanagari
Gần đây, người Saurashtra đã dùng chữ Devanagari để viết ngôn ngữ này. Bảng chữ cái chứa nguyên âm, phụ âm và các kí tự ghép từ chữ Devanagari như sau: 

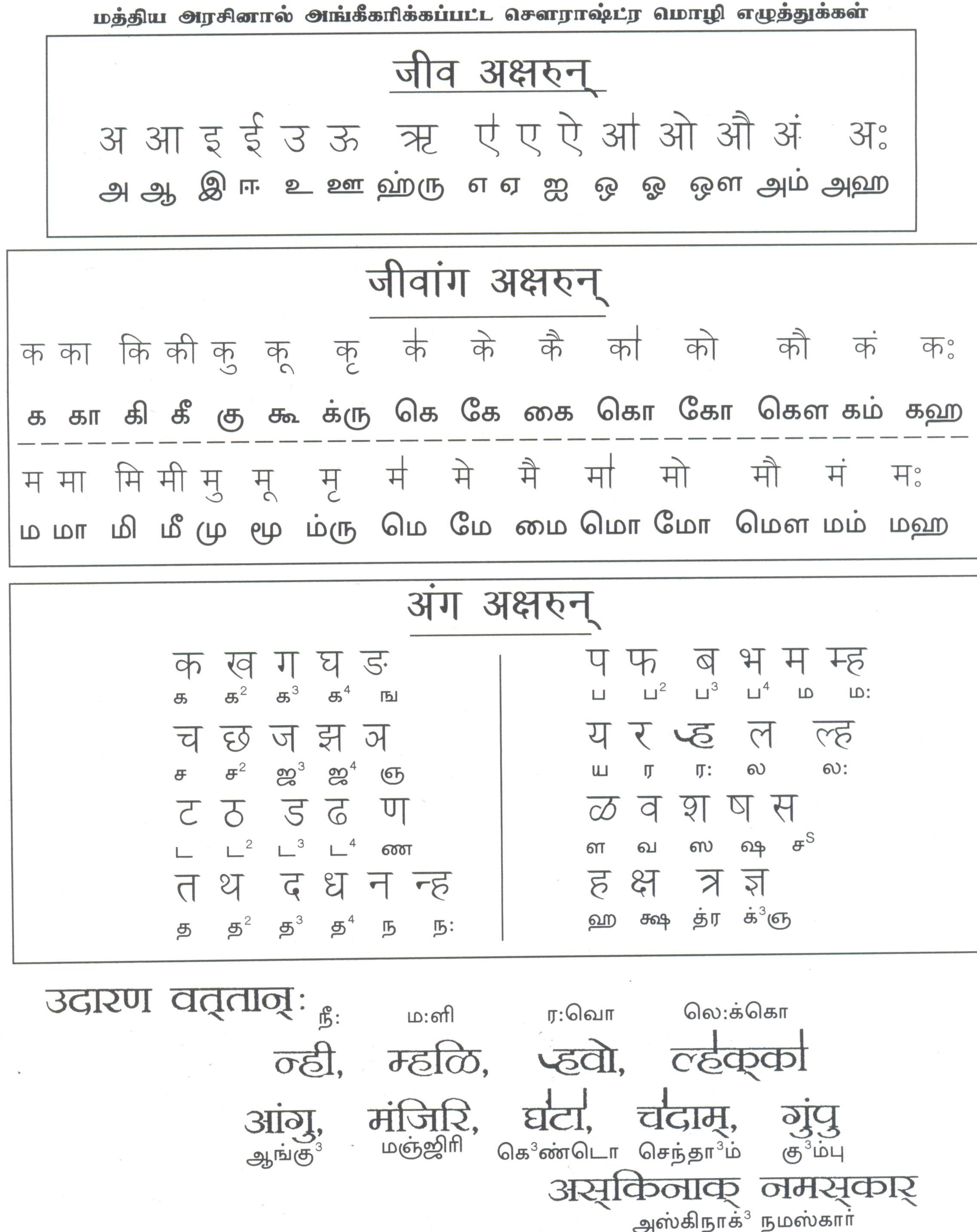
Bảng chữ cái Saurashtra được phát hành với sự hướng dẫn của CIIL

| Bảng Unicode Devanagari Official Unicode Consortium code chart Version 13.0      |   |   |   |   |   |   |   |   |   |   |   |   |   |   |   |   |
|                                                                                  | 0 | 1 | 2 | 3 | 4 | 5 | 6 | 7 | 8 | 9 | A | B | C | D | E | F |
| U+090x                                                                           | ऀ  | ँ  | ं  | ः  | ऄ | अ | आ | इ | ई | उ | ऊ | ऋ | ऌ | ऍ | ऎ | ए |
| U+091x                                                                           | ऐ | ऑ | ऒ | ओ | औ | क | ख | ग | घ | ङ | च | छ | ज | झ | ञ | ट |
| U+092x                                                                           | ठ | ड | ढ | ण | त | थ | द | ध | न | ऩ | प | फ | ब | भ | म | य |
| U+093x                                                                           | र | ऱ | ल | ळ | ऴ | व | श | ष | स | ह | ऺ  | ऻ  | ़  | ऽ | ा  | ि  |
| U+094x                                                                           | ी  | ु  | ू  | ृ  | ॄ  | ॅ  | ॆ  | े  | ै  | ॉ  | ॊ  | ो  | ौ  | ्  | ॎ  | ॏ  |
| U+095x                                                                           | ॐ | ॑  | ॒  | ॓  | ॔  | ॕ  | ॖ  | ॗ  | क़ | ख़ | ग़ | ज़ | ड़ | ढ़ | फ़ | य़ |
| U+096x                                                                           | ॠ | ॡ | ॢ  | ॣ  | । | ॥ | ० | १ | २ | ३ | ४ | ५ | ६ | ७ | ८ | ९ |
| U+097x                                                                           | ॰ | ॱ | ॲ | ॳ | ॴ | ॵ | ॶ | ॷ | ॸ | ॹ | ॺ | ॻ | ॼ | ॽ | ॾ | ॿ |
| Devanagari mở rộng (Official Unicode Consortium code chart: Devanagari Extended) |   |   |   |   |   |   |   |   |   |   |   |   |   |   |   |   |
| U+A8Ex                                                                           | ꣠  | ꣡  | ꣢  | ꣣  | ꣤  | ꣥  | ꣦  | ꣧  | ꣨  | ꣩  | ꣪  | ꣫  | ꣬  | ꣭  | ꣮  | ꣯  |
| U+A8Fx                                                                           | ꣰  | ꣱  | ꣲ | ꣳ | ꣴ | ꣵ | ꣶ | ꣷ | ꣸ | ꣹ | ꣺ | ꣻ | ꣼ | ꣽ | ꣾ | ꣿ  |

#### Hạn chế
Thứ nhất, chữ Devanagari không được phát triển bởi người Saurashtra. Thứ hai, ngay cả khi chữ Devanagari được thông qua để viết tiếng Saurashtra, nó sẽ trông giống như một văn liệu ảm đạm và sẽ không được phát triển thêm nữa, vì nó không thể được sử dụng trong số những người hiện đang sống ở một bang không phải của họ và nó sẽ không bao giờ có những đặc điểm của ngôn ngữ Dravida.